# Kantatie 70
La Kantatie 70 (in svedese Stamväg 70) è stata una strada principale finlandese. Avevo inizio a Tohmajärvi e si dirigeva verso sud-est, verso il confine russo, dove si concludeva dopo 33 km nei pressi di Niirala.

## Storia
La Kantatie 70 è stata strada provinciale fino al 2010, quando è stata inglobata nella Valtatie 9 (Turku > Värtsilä), assumendo il percorso attuale.

## Percorso
La Kantatie 70 attraversava i soli comuni di partenza e di arrivo.